# شوبارد
شوبارد (بالإنجليزية: chopard)‏، هي مُصنِّع سويسري وشركة بيع بالتجزئة للساعات الفاخرة والمجوهرات والإكسسوارات. تأسست شوبارد عام 1860 على يد لويس أوليس شوبارد في سونفيلييه بسويسرا، وهي مملوكة لعائلة شوفوليه الألمانية منذ عام 1963.
تشتهر شوبارد بصناعة الساعات والمجوهرات السويسرية عالية الجودة، القيصر الروسي نيكولاس الثاني يعتبر أحد عملاء الشركة. يقع المقر الرئيسي للشركة في جنيف ولديها مصنع في فلورييه، كانتون نيوشاتيل، يقوم بتصنيع محركات الساعات.

## تاريخ

### البدايات
كان مؤسس الشركة، لويس أوليس شوبارد، صانع ساعات سويسريًا نشأ في سونفيلييه، وهي بلدة قريبة من برن. في عام 1860، أسس شوبارد شركة تصنيع في سونفيلييه، بعد أن لاحظ أنه من المربح تسويق الساعة نفسها أكثر من مجرد صنع المحرك الميكانيكي الخاص بها.
بعد وفاة لويس أوليس في عام 1915، استولى على الشركة ابنه بول لويس وحفيده بول أندريه. تخصصت الشركة في صناعة ساعات الجيب وساعات اليد النسائية. في عام 1921، نقل بول عمليات الشركة إلى مدينة أكبر، لا شو دو فون، في كانتون نوشاتيل. في عام 1937، في ذلك الوقت، انتقلت الشركة مع 150 موظفًا إلى جنيف. مكّن ذلك ختم محركات ساعات الشركة بختم جنيف، وهي علامة تختم فقط على المحركات التي تصنع في كانتون جنيف. تولى بول أندريه إدارة الشركة في عام 1943.
في عام 1963، لم يكن لدى بول أي أولاد يرغبون في الاستمرار في العمل، وقام ببيعها إلى كارل شوفيل الثالث، وهو صائغ ساعات ألماني من بفورتسهايم، والذي كان يبحث عن مصنع لمحركات الساعات لأعماله الخاصة.

### التطورات الأخيرة

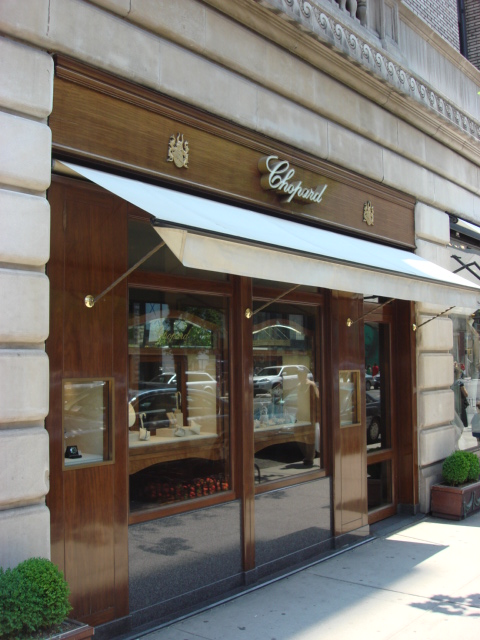
متجر شوبارد في نيويورك

في عام 1974، انتقل مصنع شوبارد من وسط جنيف إلى ميرين في مكان آخر من جنيف وفي عام 1976 بدأت الشركة في صنع ساعات تحتوي على ماسة عائمة مميزة خلف زجاج من الياقوت. في الثمانينيات، توسعت الشركة في صناعة الساعات الرياضية للرجال والمجوهرات للنساء.
في عام 1996، أنشأت الشركة مصنعها الكامل لتصنيع محركات الساعات في فلورييه، في كانتون نوشاتيل السويسرية. قبل ذلك الوقت، كانت جميع محركات شوبارد قد تم صنعها من شركة طرف ثالث. كانت المحركات المصنوعة في فلورييه مخصصة للساعات الراقية في مجموعة شوبارد.
في عام 2010، احتفلت الشركة بالذكرى السنوية الـ 150 لتأسيسها، وفي ذلك الوقت كانت المبيعات المقدرة للشركة تبلغ إجمالي 550 مليون يورو (منها 250 مليون يورو من الساعات) مع حوالي 100 متجر حول العالم.
في عام 2014، سجلت شوبارد مبيعات بقيمة 800 مليون فرنك سويسري (915 مليون دولار أمريكي) ولديها ما يقرب من 2000 موظف حول العالم، منهم 900 يعملون في سويسرا. لدى مكتب براءات الاختراع الأوروبي أكثر من 20 شهادة لشوبارد منذ عام 2002.
تنتج الشركة حوالي 75000 ساعة و75000 مجوهرات كل عام، وهي عضو نشط في اتحاد صناعة الساعات السويسرية.

## المزادات
بيعت كريستيز ساعة يد شوبارد «الماسة السعيدة» في مزاد بحوالي 1.67 مليون دولار أمريكي في جنيف في 10 نوفمبر 2015. تتميز هذه الساعة بماسة وردية، تزن حوالي 2.62 قيراطًا، وماسة زرقاء بقطع ماركيز، تزن حوالي 1.48 قيراط.

## التصنيف البيئي

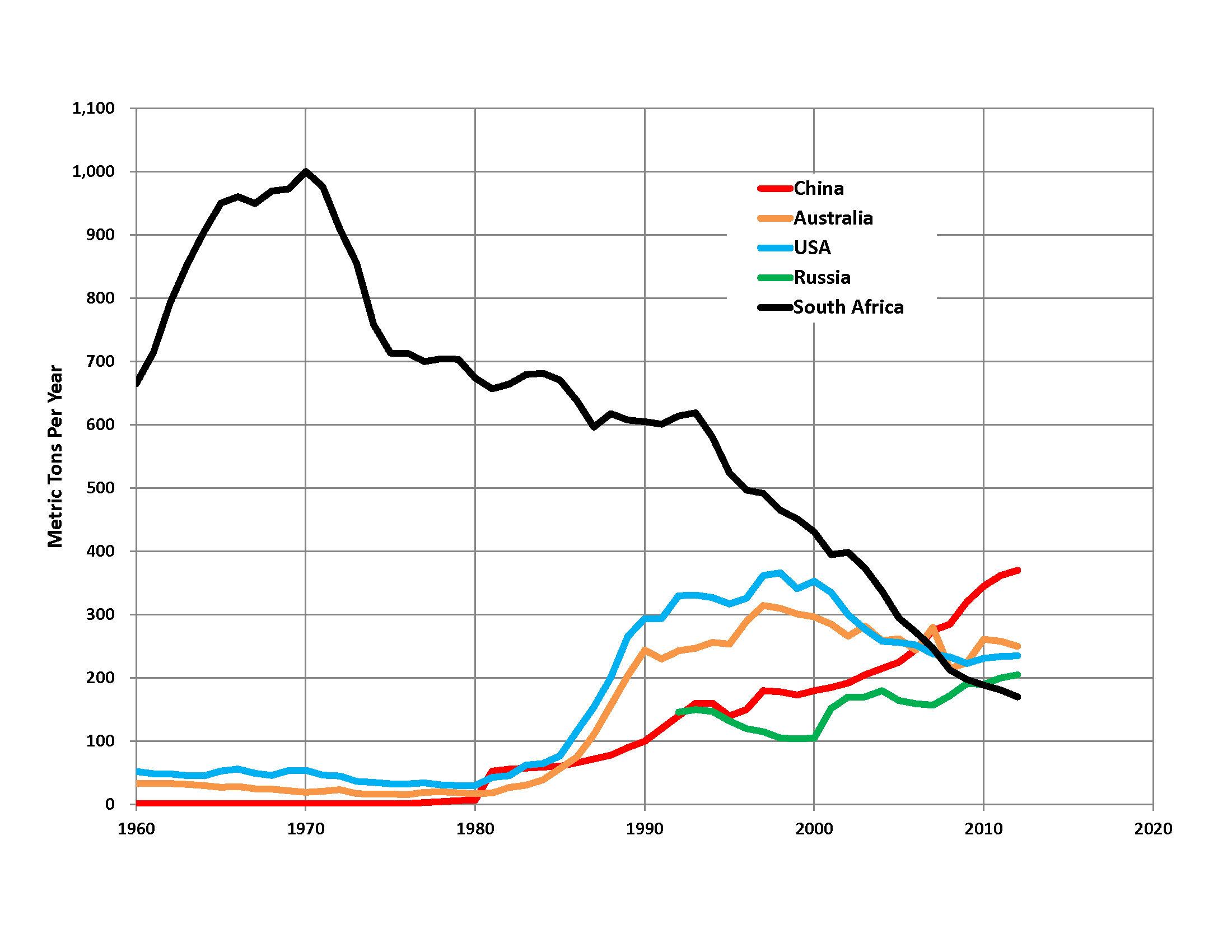
أعلى 5 منتجين للذهب

في ديسمبر 2018، أصدر الصندوق العالمي للطبيعة تقريرًا رسميًا يعطي تصنيفات بيئية لـ 15 شركة كبرى لتصنيع الساعات والمجوهرات في سويسرا. تم منح شوبارد مع تاغ هوير تصنيفًا بيئيًا أقل من المتوسط باسم «خط الوسط السفلي»، مما يشير إلى أن الشركة المصنعة لم تتخذ سوى إجراءات قليلة لمعالجة تأثير أنشطتها التصنيعية على البيئة والاحتباس الحراري.
في صناعة المجوهرات والساعات، هناك مخاوف عامة بشأن الافتقار إلى الشفافية في أنشطة التصنيع والحصول على المواد الخام الثمينة مثل الذهب، وهو سبب رئيسي للقضايا البيئية تلوث التربة وإزالة الغابات. الوضع خطير بشكل خاص في البلدان النامية التي تعتبر من أكبر منتجي الذهب، بما في ذلك الصين وروسيا وجنوب إفريقيا. تشير التقديرات إلى أن قطاع الساعات والمجوهرات يستخدم أكثر من 50% من إنتاج الذهب السنوي في العالم (أكثر من 2000 طن).

## رعاية
شوبارد رعى:

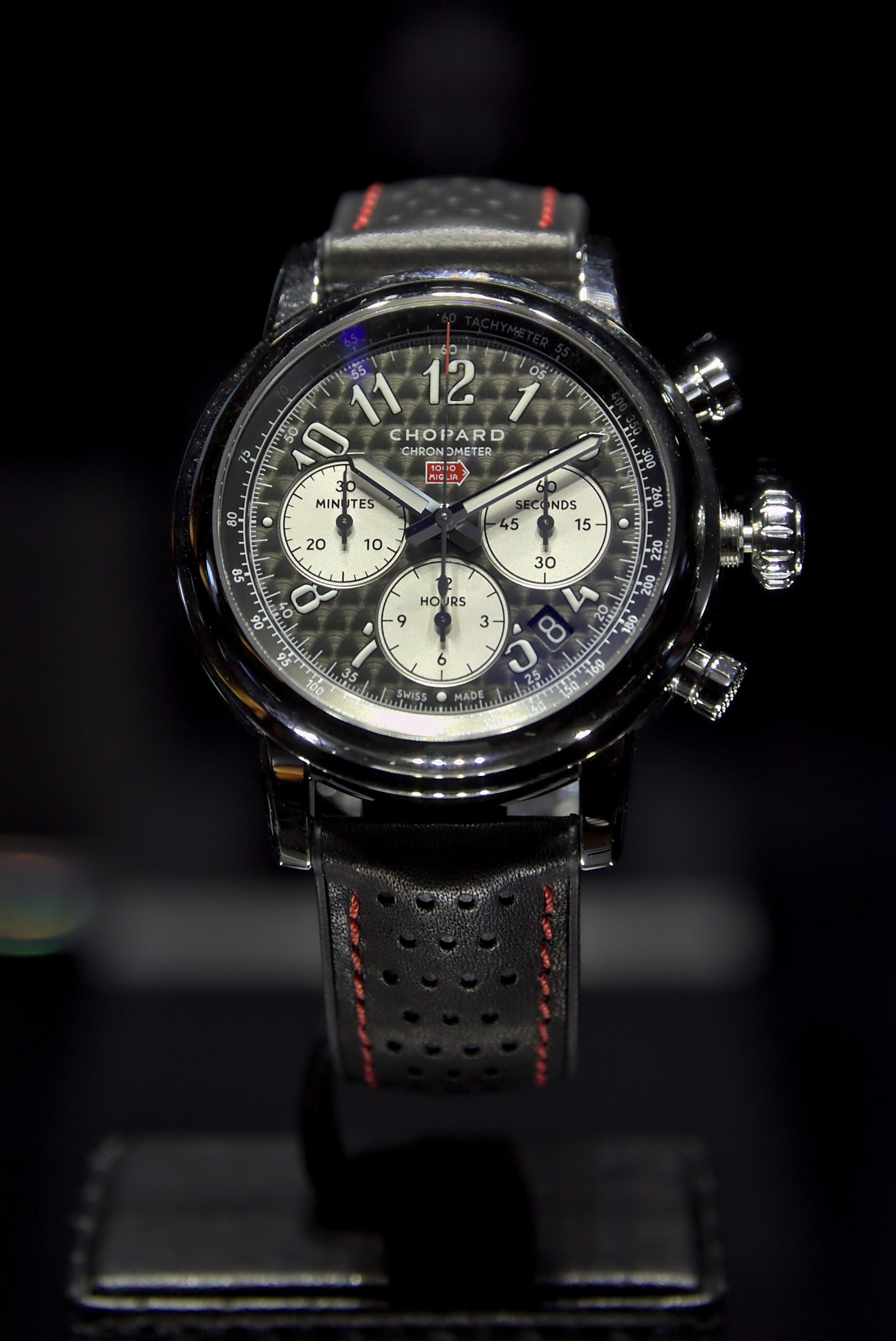
شوبارد نسخة الألف ميل، 2018

- رالي السيارات ألف ميل منذ عام 1988.[20]
- مهرجان كان السينمائي منذ عام 1998،[7][9] وترعى شوبارد جائزة كأس شوبارد وصنع السعفة الذهبية. للاحتفال بالذكرى السبعين لمهرجان كان السينمائي والذكرى العشرين لشراكتهما، ابتكرت شوبارد سعفة خاصة من السعفة الذهبية مزينة بألماس سميت «فير مايند».[21]
- سباق الجائزة الكبرى التاريخي لموناكو بصفة شوبارد ضابط الوقت الرسمي منذ عام 2002.[22]